# سنت اگوستین شورز (فلوریدا)
سنت اگوستین شورز (به انگلیسی: St. Augustine Shores) یک منطقهٔ مسکونی در ایالات متحده آمریکا است که در St. Johns County واقع شده‌است. سنت اگوستین شورز ۹ کیلومتر مربع مساحت و ۴٬۹۲۲ نفر جمعیت دارد و ۸ متر بالاتر از سطح دریا واقع شده‌است.